# Auld Corn Brigade
Auld Corn Brigade war eine Irish-Folk-Punk-Band aus Nordhausen in Thüringen.

## Geschichte
Gegründet wurde die Band von Nico, Nicole, Stefan und Uwe in Nordhausen. Alle Musiker kommen aus der Musikszene von Nordhausen bzw. Leipzig. Zentraler Punkt der Musikszene in Nordhausen war das Rockhaus, ein Plattenbau mit Proberäumen. Inspiriert vom Nordhäuser Korn entstand der Bandname. Nach mehreren Besetzungswechseln und Livekonzerten entstand 2009 das Album A Fighterʼs Lullabies, welches zum Saint Patrick’s Day 2010 auf dem Berliner Label Bad Dog Records erschien und ausschließlich Coverversionen von alten irischen Folksongs enthält. Im Mai 2012 erschien die 4-Song-Vinyl-EP Our Flag, auf welcher sich erstmals zwei eigene Lieder der Band befinden.
Zum Jahresabschluss 2013 erscheint das zweite Full-Length-Album Rebels till the End, welches neben zwei traditionellen Folksongs, ausschließlich eigene Lieder beinhaltet. Die Band hat sich nach eigenen Angaben im Dezember 2014 aufgelöst.

## Stil
Die Band spielt traditionelle Irish Folk Songs gemixt mit Punk- und Rockelementen.
Ihr Musikstil ist vergleichbar mit dem anderer Folk-Punk-Bands wie den Dropkick Murphys oder The Porters. Die Auswahl der Lieder beschränkt sich jedoch nicht nur auf Trinken und schöne irische Landschaften, sondern bezieht sich auch auf die Geschichte Irlands und ihre Unruhen. Mit Rebels till the End geht Auld Corn Brigade eine zunehmend härtere musikalische Gangart an, die jedoch folkige Elemente nicht vermissen lässt. Die inhaltliche Bandbreite, die sich schon auf der EP Our Flag erweitert hatte, beschäftigt sich mit eher linkspolitischen und antirassistischen, sowie allgemein gesellschaftskritischen Themen. Jedoch auch mit Sport (Rugby) und weiterhin irischen Inhalten.

## Diskografie
- 2010: A Fighterʼs Lullabies (CD, Bad Dog Records)
- 2012: Our Flag (EP, Bad Dog Records)
- 2013: Rebels till the End (CD, Bad Dog Records)

Außerdem vertreten auf der Kompilation:
- 2010: Second Strike (CD, Zombie Killer Underground)